# Глобоко (Брежице)
Глобоко (словен. Globoko) — поселення в общині Брежиці, Споднєпосавський регіон, Словенія. Висота над рівнем моря: 167,5 м.